# Orcia
La rivière Orcia est un cours d'eau de la Toscane, l'un des affluents gauche du fleuve l'Ombrone.

## Géographie
Elle naît sur une des pentes  sud-occidentales du Monte Cetona, en province de Sienne, touche les communes de  Cetona, Sarteano, Pienza, San Quirico d'Orcia, Castiglione d'Orcia, Montalcino, Castel del Piano et Cinigiano
Elle a formé le Val d'Orcia, inscrit en  2004 au patrimoine de l'humanité de Unesco pour ses caractéristiques exceptionnelles.